# Conteville-lès-Boulogne
Conteville-lès-Boulogne és un municipi francès situat al departament del Pas de Calais i a la regió dels Alts de França. L'any 2007 tenia 434 habitants.

## Demografia

### Població
El 2007 la població de fet de Conteville-lès-Boulogne era de 434 persones. Hi havia 137 famílies de les quals 16 eren unipersonals (16 dones vivint soles i 16 dones vivint soles), 51 parelles sense fills i 70 parelles amb fills.
La població ha evolucionat segons el següent gràfic:
Habitants censats

### Habitatges
El 2007 hi havia 147 habitatges, 140 eren l'habitatge principal de la família, 3 eren segones residències i 4 estaven desocupats. 144 eren cases i 2 eren apartaments. Dels 140 habitatges principals, 119 estaven ocupats pels seus propietaris, 18 estaven llogats i ocupats pels llogaters i 4 estaven cedits a títol gratuït; 2 tenien dues cambres, 11 en tenien tres, 25 en tenien quatre i 102 en tenien cinc o més. 128 habitatges disposaven pel capbaix d'una plaça de pàrquing. A 42 habitatges hi havia un automòbil i a 90 n'hi havia dos o més.

### Piràmide de població
La piràmide de població per edats i sexe el 2009 era:
| Homes | Edats   | Dones |
| ----- | ------- | ----- |
| 0     | 95 o +  | 0     |
| 0     | 90 a 94 | 0     |
| 0     | 85 a 89 | 0     |
| 8     | 80 a 84 | 4     |
| 8     | 75 a 79 | 12    |
| 4     | 70 a 74 | 12    |
| 12    | 65 a 69 | 8     |
| 4     | 60 a 64 | 0     |
| 8     | 55 a 59 | 8     |
| 8     | 50 a 54 | 16    |
| 32    | 45 a 49 | 12    |
| 28    | 40 a 44 | 32    |
| 28    | 35 a 39 | 16    |
| 12    | 30 a 34 | 12    |
| 4     | 25 a 29 | 8     |
| 16    | 20 a 24 | 12    |
| 20    | 15 a 19 | 16    |
| 24    | 10 a 14 | 12    |
| 4     | 5 a 9   | 8     |
| 8     | 0 a 4   | 20    |

## Economia
El 2007 la població en edat de treballar era de 304 persones, 206 eren actives i 98 eren inactives. De les 206 persones actives 196 estaven ocupades (109 homes i 87 dones) i 11 estaven aturades (3 homes i 8 dones). De les 98 persones inactives 15 estaven jubilades, 34 estaven estudiant i 49 estaven classificades com a «altres inactius».

### Ingressos
El 2009 a Conteville-lès-Boulogne hi havia 153 unitats fiscals que integraven 444 persones, la mediana anual d'ingressos fiscals per persona era de 19.966 €.

### Activitats econòmiques
Dels 6 establiments que hi havia el 2007, 2 eren d'empreses de construcció, 2 d'empreses d'hostatgeria i restauració, 1 d'una empresa de serveis i 1 d'una empresa classificada com a «altres activitats de serveis».
Dels 3 establiments de servei als particulars que hi havia el 2009, 1 era una lampisteria, 1 electricista i 1 perruqueria.
L'any 2000 a Conteville-lès-Boulogne hi havia 5 explotacions agrícoles que ocupaven un total de 200 hectàrees.

## Equipaments sanitaris i escolars
El 2009 hi havia una escola elemental integrada dins d'un grup escolar amb les comunes properes formant una escola dispersa.

## Poblacions més properes
El següent diagrama mostra les poblacions més properes.